# Torre de Can Cabirol
La torre de Can Cabirol és un edifici d'Arenys de Mar (Maresme) protegit com a bé cultural d'interès nacional.

## Descripció
Antiga torre de defensa de planta rectangular situada en un carrer de cases entre mitgeres. La part superior queda exempta per un dels seus costats, on hi ha un torrelló.
Forma part d'un conjunt de cases que han malmès molt el seu aspecte original, actualment a la planta baixa hi ha tres pisos amb finestres. Ha sofert diverses reformes i l'única cosa que indica que fou una torre és el torrelló.